# 池まり子
池 まり子（いけ まりこ、1962年3月23日 - ）は、日本の元女優。本名同じ。別名、美池 真理子（みいけ まりこ）、小峰 詩織（こみね しおり）。
島根県生まれ、大阪府育ち。アミューズに所属していた。

## 来歴・人物
東京12チャンネル（現・テレビ東京）のマスコットガールに選ばれたことがある。1980年9月29日放送のテレビドラマ『天を走れ!愛馬マックス』でデビュー。
1983年、映画『夜明けのランナー』で主演の渡辺徹の恋人役を演じ話題となる。
1984年のテレビドラマ『いけない恋人』にOL役でレギュラー出演。1986年朝の連続ドラマ『花いちばん』でヒロインに選ばれ、本名である池まり子に戻した。
近年の芸能活動は確認されていない。
“家族展覧会”をよくやっていたほどの油絵好き。

## 出演作品

### テレビドラマ
- 太陽にほえろ! 第389話「心の重荷」（1980年、日本テレビ）
- ときめき十字星（1980年 - 1981年、東京12チャンネル）
- 思えば遠くへ来たもんだ（1981年、TBS） - 林真紀子
- ぼくらの時代（1981年、TBS）- 和泉京[3]
- 火曜サスペンス劇場「極刑」（1982年、日本テレビ）
- 土曜ワイド劇場「白い素肌の美女」（1983年、テレビ朝日） - 山野三千子
- 時代劇スペシャル「花隠密 妖しく燃える女!!」（1983年4月22日、フジテレビ）
- 特捜最前線 （テレビ朝日）
  - 第319話「一億円と消えた父! 」（1983年）
  - 第387話「命の炎を燃やせ! 」（1984年）
  - 第435話「特命課・吉野刑事の殉職! 」（1985年） - 杉本久美子
- 青春スクランブル（1984年、NHK総合）
- いけない恋人（1984年、フジテレビ） - 川口佳代
- 新鋭ドラマシリーズ「俺のバージンロード」（1984年、TBS）
- 宮本武蔵（1984年 - 1985年、NHK総合） - お小夜
- 人妻捜査官 第16話「疑惑!?幼な妻が捨てた赤ん坊」（1984年、朝日放送）
- 未婚の女医の診察室（1985年、テレビ朝日）
- 刑事物語'85 第15話「危険へのウェディングマーチ」（1985年、日本テレビ）
- 月曜ドラマランド「いたずらキャンパスギャル 突撃としこ2」（1985年、フジテレビ）
- 朝の連続ドラマ「花いちばん」（1986年、読売テレビ） - 主演・佐原有紀
- 水戸黄門 第16部 第3話「関所に巣喰う鬼退治-箱根-」（1986年、TBS） - お小夜
- ザ・ハングマンV 第20話「決死のデートが逃がし屋に裂かれる! 」（1986年、朝日放送） - 礼子
- 木曜ゴールデンドラマ「哀しきは幻の妻」（1987年、読売テレビ）
- 土曜ドラマスペシャル「ボクの乙女ちっく殺人事件」（1988年、TBS）

### 映画
- ナナカマドの挽歌（1983年、東映セントラルフィルム） - 秋庭ヤエ子
- 夜明けのランナー（1983年、東宝） - 津坂真沙未
- 愛の陽炎 （1983年、松竹）
- 晴れ、ときどき殺人（1984年、東映セントラルフィルム） - 石田マリ子